# Искья
И́скья (итал. Ischia) — вулканический остров в Тирренском море, в северной части входа в Неаполитанский залив, у западного побережья Италии. Также известен под названием «Энария» (Aenaria). Остров является частью провинции Неаполь региона Кампания.
Святой покровитель острова — Иоанн Иосиф Креста.

## География

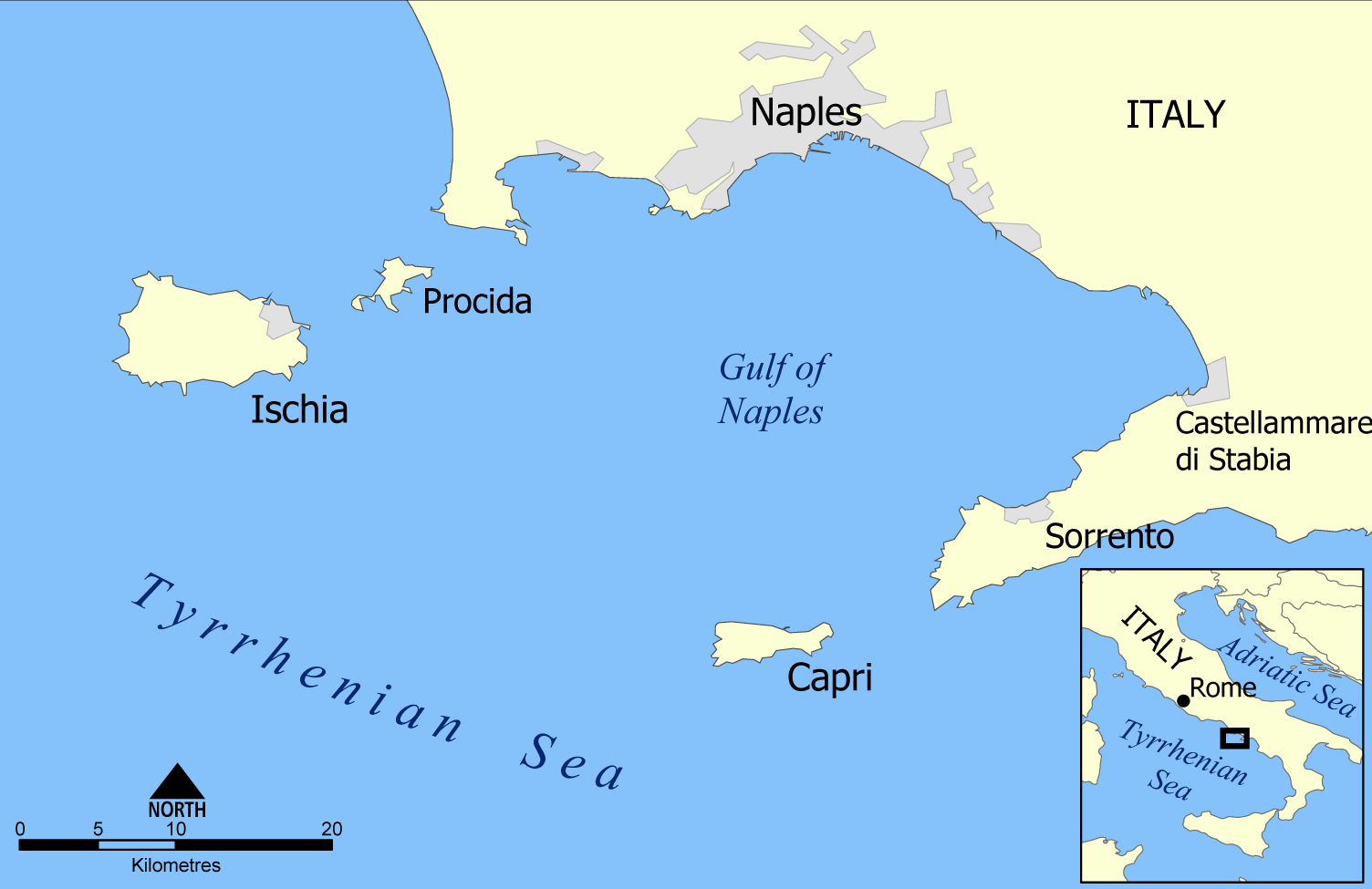
Флегринские острова

Остров Искья входит в состав области Кампания. Является одним из трёх главных островов в Неаполитанском заливе, наряду с островами Капри и Прочида.
Площадь около 46,3 км². Население 62 тысячи человек. Главный город острова — Искья (18 253 жителя). Искья — самый большой остров в Неаполитанском заливе (в Тирренском море, в 40 км от Неаполя и 7 км от континента).
В центральной части острова вулканы Эпомео (789 м) и Тработти (512 м), на юго-востоке вулкан Монте-Вецци (Пьедимонте) (395 м).

## Геология
В основе острова вулкано-тектонический горст длиной 9 км и шириной 6 км. Его ядро составляет
приподнятый блок. Вершина Эпомео — блок трахитовых туфов, вершины Трабботи и Монте-Вецци (Пьедимонте) — лавовые трахитовые купола. Подводное продолжение острова образует размытый трахитовый конус вулкана Секка-д’Искья диаметром 3 км.
Последние извержения на Искье произошли в 1301 году. В новейшее время Искья неоднократно страдала от землетрясений, как, например, в 1828, 1832, 1881 и 21 августа 2017 гг. 28 июля 1883 года, в результате очередного землетрясения погибло 2313 человек и почти полностью были уничтожены Форио, Казамиччиола и Лакко-Амено.

## Достопримечательности
К числу местных достопримечательностей относится так называемый Арагонский замок, перестроенный в Средние века из античной крепости, основанной еще в 474 году до н. э. тираном Гиероном Сиракузским. В XVI веке в нём жила поэтесса Виттория Колонна.

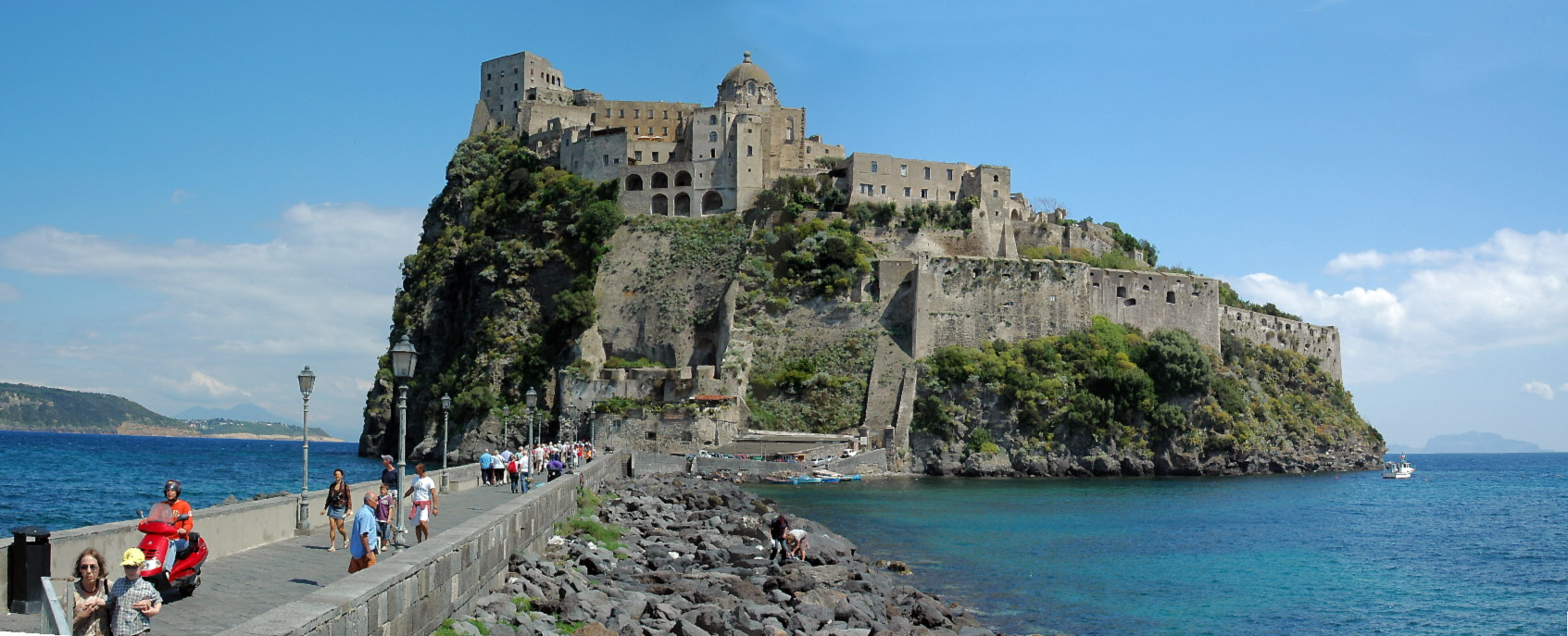
Арагонский замок

В 1949 году здесь поселился английский композитор Уильям Уолтон с женой. Он прожил на нем до своей смерти 8 марта 1983 года.
На восточном берегу в бухте Картаромана бьют источники термальной воды и находится морской и бальнеологический курорт, лечение на котором осуществляется термальными, радоновыми и хлоридно-натриевыми минеральными водами, а также сульфидной иловой грязью. Здесь расположены термальные парки, в том числе «Сады Эдема» и «Сады Посейдона». Местные термальные источники упоминались ещё древнеримскими учёными Плинием Старшим и Страбоном.
На острове происходит редкое природное явление, связанное с вулканизмом — выбросы водяного пара под высоким давлением, что привлекает многочисленных туристов.
В ботаническом саду Giardini la mortella по вечерам (в определённые дни) проходят концерты классической музыки.